# Monastero di San Giovanni Battista (Dorgali)
centro amministrativo e religioso della Franca di Girifai (sede del balivo e dell'abate mitrato), separatasi dal giudicato di Gallura.Il monastero di San Giovanni Battista Sardegna, noto anche con l'appellativo su Lillu, cioè "il Giglio", oppure ancora con "Sullili", "Sulliali", "Ossillilli" o "Offilo", era un cenobio situato a Thorpeia, borgo medievale oggi inglobato nel comune di Dorgali, in provincia di Nuoro,  Persa la supremazia abbaziale nel territorio, già nel Quattrocento, ciò che rimaneva del nucleo originale ubicato nell'attuale via Dante, al numero civico 6, è stato demolito nella seconda metà del Novecento.

## Storia
Il monastero fu eretto probabilmente fra l'XI secolo e il XII secolo a Thorpeia, antico borgo medievale. Fu un importante sito dei Cavalieri templari nel XIII secolo in Sardegna e la dedicazione a san Giovanni Battista lo dimostrerebbe. Secondo lo storico Pirodda, infatti, si trattava di una precettoria collegata ai territori templari della Catalogna e dell'Occitania e a quelli della terraferma italiana. Era l'abbazia più importante della Franca di Girifai, filiazione del monastero di San Giovanni dell'isola del Giglio, lì ubicato quasi certamente in località "la Bredici" o presso l'odierno castello degli Aldobrandeschi. Il convento gigliese, nel XII secolo, era uno dei possedimenti dell'abbazia cistercense delle Tre Fontane o di "Aquae Salviae" di Roma.

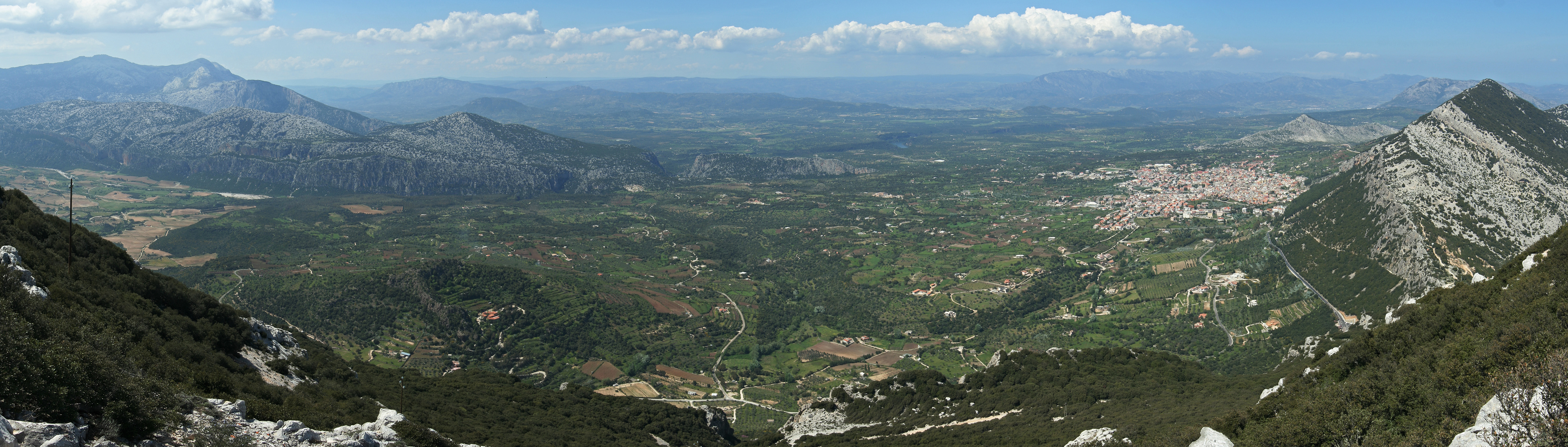
Dorgali e la valle del Cedrino

Il monastero dorgalese possedeva un'estesa proprietà ecclesiale sulla costa denominata, ancora nel XIV secolo, San Giovanni Portu Nonu (le odierne località di "Palmasera" e di "Sos Dorroles" in agro di Dorgali). Era in comunicazione con i templari operanti in Maremma.La chiesa della badia era quella di San Lucifero vescovo di Cagliari e santa Maria Maddalena nel quartiere di "Sa Chejedda" (o "Sha Kezhedda" in protosardo che significava chiesetta) a Dorgali, già in Torpeia (o Tropea per i locali).
La tradizione orale riportava l'esistenza di una fonte che sgorgava nel sotterraneo della cripta per via del suono dell'acqua che ivi si percepiva in periodo invernale. Nella chiesa erano presenti sui pilastri alcuni simboli grafici: due glifi di matrice templare, secondo la studiosa di arte medioevale Cristiana Collu, una croce con quattro cerchi, simili come impostazione ai quattro mori, probabilmente ripresi dal verso del "croat", una moneta aragonese circolante nel 1300. Lo stesso emblema è rappresentato nell'abbazia di San Giovanni in Argentella a Palombara Sabina (Roma). Il borgo di Santa Maria Maddalena di Torpeia, sulla base di una documentazione cinquecentesca, aveva due salti, quello di Santo Stefano di S'Armulanza (ora Mulattai) e quello di Miriai (oggi Iriai e Mariscai). 
La chiesa fu restaurata nel 1960 e allora si era proceduto all'esumazione degli scheletri dei defunti ivi sepolti fino al 1840 e si poté constatare che il costume femminile era dotato di una cuffia con due legacci oggi scomparsa. Nel XII secolo l'abitato di Torpeia, e con esso il monastero, vennero inglobati nella cerchia urbana di Dorgali. L'abbazia perse la funzione religiosa che aveva nel Quattrocento, all'inizio del periodo aragonese: era la sede dell'abate mitrato che, congiuntamente al balivo civile, deteneva il potere nella zona affrancata extragiudicale di Girifai . In quell'occasione, il simulacro di San Giovanni Battista, "su Lillu", fu traslato nella chiesa dei Santi Andrea e Marco, limitrofa al borgo di Castro, ubicata nell'odierna piazza "Su Cucuru".
I pochi resti della costruzione principale, annessi a una casa di abitazione dorgalese situata fra via Dante e via Goito nell'isolato chiamato "S'Eremu" ("L'Eremo"), furono abbattuti negli anni settanta.